# نالمکسون
نالمکسون (انگلیسی: Nalmexone) یک آگونیست نیمه سنتزی، آگونیست اپیوئیدی یا ترکیبی آگونیست-آنتاگونیست با خواص ضددرد و آنتاگونیست مخدر است که هرگز به بازار عرضه نشد. در مطالعات بالینی مشخص شد که اثر ضددردی قابل مقایسه با مورفین دارد، اگرچه با کاهش چند برابری قدرت. افزون بر این، عوارض جانبی نالمکسون، که شایع‌ترین آنها خواب‌آلودگی و تعریق بود، مشابه عوارض مورفین گزارش شده‌است، البته با میزان بروز به‌طور چشمگیری بیشتر.

## سنتز

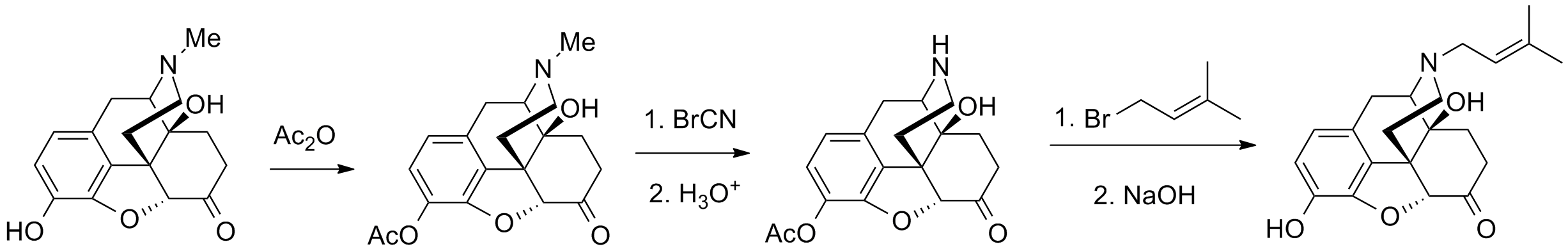
سنتز نالمکسون: Lowenstein, M. J.; Fishman, J.; 1967,